# جيمس والاس (لاعب كرة قدم)
جيمس والاس (بالإنجليزية: James Wallace)‏ هو لاعب كرة قدم بريطاني في مركز الهجوم، ولد في 29 أغسطس 2000 في إنفرنيس في المملكة المتحدة. لعب مع نادي روس كاونتي.